# المحرور (الشعر)

تعديل مصدري - تعديل

المحرور هي إحدى قرى عزلة القابل الأسفل بمديرية الشعر التابعة لمحافظة إب، بلغ تعداد سكانها 303 نسمة حسب تعداد اليمن لعام 2004.